# 映画プロデューサー一覧
映画プロデューサー一覧（えいがプロデューサーいちらん）は、映画プロデューサーの一覧。
- 日本の映画プロデューサー一覧

## あ行
- レイモン・アキム
- ロベール・アキム
- ベン・アフレック
- ダリオ・アルジェント
- ウェス・アンダーソン
- ポール・W・S・アンダーソン
- ポール・トーマス・アンダーソン
- クリント・イーストウッド
- アレハンドロ・ゴンサレス・イニャリトゥ
- リース・ウィザースプーン
- アーウィン・ウィンクラー
- ウォルター・ウェンジャー
- ウォシャウスキー兄弟
- ハル・B・ウォリス
- J・J・エイブラムス
- ローランド・エメリッヒ

## か行
- デデ・ガードナー
- マリオ・カサール
- ジェイク・カスダン
- ローレンス・カスダン
- マラン・カルミッツ
- メル・ギブソン
- ジェームズ・キャメロン
- スタンリー・キューブリック
- ライアン・クーグラー
- ヤン・クーネン
- ピーター・グーバー
- ブラッドリー・クーパー
- ジェレミー・クライナー
- フランコ・クリスタルディ
- トム・クルーズ
- ジョージ・クルーニー
- ブライアン・グレイザー
- ウェス・クレイブン
- キャメロン・クロウ
- ドン・ゲスト
- キャスリーン・ケネディ
- グレッグ・ホフマン
- コーエン兄弟
- ロジャー・コーマン
- サミュエル・ゴールドウィン
- ケビン・コスナー
- フランシス・フォード・コッポラ
- アーノルド・コペルソン
- クリス・コロンバス

## さ行
- ダリル・F・ザナック
- リチャード・D・ザナック
- ピーター・サフラン
- ハリー・サルツマン
- ジョエル・シルバー
- ショーン・ベイリー
- ピーター・ジャクソン
- M・ナイト・シャマラン
- ドウェイン・ジョンソン
- サム・ジンバリスト
- ドン・シンプソン
- エドワード・ズウィック
- マーティン・スコセッシ
- トニー・スコット
- リドリー・スコット
- スティーヴ・スターキー
- シルベスター・スタローン
- オリヴァー・ストーン
- ザック・スナイダー
- デボラ・スナイダー
- サム・スピーゲル
- スティーヴン・スピルバーグ
- ソウル・ゼインツ
- ロバート・ゼメキス
- デヴィッド・O・セルズニック
- スティーヴン・ソダーバーグ

## た行
- ロバート・タパート
- クエンティン・タランティーノ
- アーヴィング・タルバーグ
- レオナルド・ディカプリオ
- ウォルト・ディズニー
- マット・デイモン
- エマ・トーマス
- リチャード・ドナー
- ロベール・ドルフマン
- ギレルモ・デル・トロ

## な行
- クリストファー・ノーラン

## は行
- ウォルター・F・パークス
- ゲイル・アン・ハード
- ティム・バートン
- パンドロ・S・バーマン
- レニー・ハーリン
- ウィリアム・パールバーグ
- ロジャー・バーンボーム
- エイミー・パスカル
- ジョー・パスターナック
- サミュエル・ハディダ
- ロン・ハワード
- ティム・ビーヴァン
- ジョン・ピーターズ
- ブラッド・ピット
- ウォルター・ヒル
- グラント・ヒル
- ステファン・ヒレンバーグ
- カール・フォアマン
- グレッグ・ファインバーグ
- ジョン・ファブロー
- ピーター・ファレリー
- トッド・フィリップス
- トビー・フーパー
- チャールズ・K・フェルドマン
- エリック・フェルナー
- ウィル・フェレル
- アンドリュー・フォーム
- ブラッド・フラー
- デイヴィッド・ブラウン
- ジェリー・ブラッカイマー
- トッド・ブラック
- ジェイソン・ブラム
- アルバート・R・ブロッコリ
- メアリー・ペアレント
- マイケル・ベイ
- ハロルド・ヘクト
- リュック・ベッソン
- ローレンス・ベンダー
- カルロ・ポンティ

## ま行
- アラン・マーシャル
- フランク・マーシャル
- ローリー・マクドナルド
- リック・マッカラム
- ウォルター・ミリッシュ
- アーノン・ミルチャン
- アレクサンドル・ムヌーシュキン

## ら行
- バズ・ラーマン
- ロブ・ライナー
- サム・ライミ
- ディノ・デ・ラウレンティス
- ロイ・リー
- デヴィッド・リーチ
- ガイ・リッチー
- リチャード・リンクレイター
- デヴィッド・リンチ
- ジョージ・ルーカス
- スコット・ルーディン
- ショーン・レヴィ
- ロバート・レッドフォード
- チャールズ・ローヴェン
- アーロン・ローゼンバーグ
- トム・ローゼンバーグ
- ロバート・ロドリゲス
- マーゴット・ロビー
- ロバート・ロレンツ

## わ行
- ジャック・L・ワーナー
- ハーヴェイ・ワインスタイン
- ボブ・ワインスタイン
- ジェリー・ワイントローブ
- デンゼル・ワシントン
- リー・ワネル
- ジェームズ・ワン